# فلويد ستريت
فلويد ستريت (بالإنجليزية: Floyd Streete)‏ هو لاعب كرة قدم بريطاني في مركز قلب الدفاع، ولد في 5 مايو 1959 في جامايكا. لعب مع ديربي كاونتي وكامبريدج يونايتد ونادي أوترخت ونادي ريدنغ ونادي كامبور ووولفرهامبتون واندررز.